# 圣马里亚德尔蒙特德塞亚
圣马里亚德尔蒙特德塞亚，是西班牙卡斯蒂利亚-莱昂莱昂省的一个市镇。 总面积92平方公里，总人口359人（001年），人口密度4人/平方公里。